# Lasiobelba
Lasiobelba är ett släkte av kvalster. Lasiobelba ingår i familjen Oppiidae.

## Dottertaxa tillLasiobelba, i alfabetisk ordning[1]
- Lasiobelba abchasica
- Lasiobelba arabica
- Lasiobelba arcidiaconoae
- Lasiobelba capilligera
- Lasiobelba decui
- Lasiobelba gibbosa
- Lasiobelba granulata
- Lasiobelba hesperidiana
- Lasiobelba heterosa
- Lasiobelba insignis
- Lasiobelba insulata
- Lasiobelba izquierdoae
- Lasiobelba kuehnelti
- Lasiobelba lemuria
- Lasiobelba major
- Lasiobelba minor
- Lasiobelba neonominata
- Lasiobelba pori
- Lasiobelba quadriseta
- Lasiobelba remota
- Lasiobelba rigida
- Lasiobelba rubida
- Lasiobelba sculpta
- Lasiobelba subnitida
- Lasiobelba subuligera
- Lasiobelba suchetae
- Lasiobelba trichoseta
- Lasiobelba ultraciliata
- Lasiobelba vietnamica
- Lasiobelba yoshii
- Lasiobelba yunnanensis